# دونغ هانغ
دونغ هانغ (بالصينية: 东航) هو لاعب كرة قدم صيني في مركز حراسة المرمى، ولد في 21 مايو 1993 في بكين في الصين. لعب مع نادي بكين سينوبو غوان.